# Jawrowo
Jawrowo (bułg. Яврово) – wieś w Bułgarii, w obwodzie Płowdiw, w gminie Kuklen. Według danych szacunkowych Ujednoliconego Systemu Ewidencji Ludności oraz Usług Administracyjnych dla Ludności, 15 czerwca 2020 roku miejscowość liczyła 66 mieszkańców.

## Osoby związane z miejscowością

### Urodzeni
- Boris Dimowski (1925–2007) – bułgarski grafik, rysownik
- Konstantin Gyłybow (1924–1989) – bułgarski naukowiec-filolog, pisarz
- Nikołaj Chajtow (1919–2002) – bułgarski pisarz